# Elecciones federales de México de 2024 en Hidalgo
Las elecciones federales en Hidalgo de 2024 se llevaron a cabo el domingo 2 de junio de ese año, renovándose los titulares de los siguientes cargos de elección popular que representan a nivel federal al Estado de Hidalgo:
- Diputaciones Federales por Hidalgo: 7 electas por mayoría relativa elegidos en cada uno de los Distritos electorales, mientras otros son elegidos mediante representación proporcional.

- Senadurías por Hidalgo: 2 electas por mayoría relativa elegidos en cada uno de los Distritos electorales, 1 por minoría  y otros son elegidos mediante representación proporcional.

## Resultados electorales

### Elección presidencial
|  | 50.62 % |

|  | 67.44 % |

|  | 6.88 % |

|  | 9.94 % |

|  | 8.26 % |

|  | 19.84 % |

|  | 10.15 % |

|  | 1.44 % |

|  | 10.32 % |

|  | 0.10 % |

|  | 97.60 % |

|  | 2.30 % |

|  | 100.00 % |

|  | 61.04 % |